# سیارک ۶۵۳۸
سیارک ۶۵۳۸ (به انگلیسی: 6538 Muraviov، نامگذاری:1981SA5) شش هزار و پانصد و سی و هشتمین سیارک کشف شده‌است که در ۲۵ سپتامبر ۱۹۸۱ کشف شد.
قدر مطلق سیارک برابر ۲۳.۴ است.